# 阿拉利坡龙属
阿拉利坡龙（学名：Araripesaurus）是翼手龙亚目翼龙的一个属，化石发现于巴西东北部桑塔纳群的罗穆阿尔多组，该地层的年龄可追溯到早白垩世阿普第阶至阿尔布阶。模式种是卡氏阿拉利坡龙（A. castilhoi）。

## 发现与命名
本属由巴西古生物学家卢埃林·伊沃·普莱斯（Llewellyn Ivor Price）于1971年命名，模式种是卡氏阿拉利坡龙（Araripesaurus castilhoi）。属名取自阿勒莱皮高原。种名致敬于1966年捐出含化石白垩结节的收集者莫阿瑟·马克斯·德·卡斯蒂略（Moacir Marques de Castilho）。正模标本DNPM (DGM 529-R)由部分翅膀组成，包括桡骨及尺骨远端碎片、腕骨、全部掌骨和几节趾骨。该标本是具亚成体。翼展估计为2.2（7英尺3英寸）。已知有两件其它疑似标本；两者均由翅膀材料组成，第三个略大于正模标本，由普莱斯归入本属。
1985年，彼得·韦尔恩霍费尔（Peter Wellnhofer）命名了第二个物种桑塔纳阿拉利坡龙（Araripesaurus santanae）。该物种连同韦尔恩霍费尔确立的两个未命名种均在1990年由克尔纳归入古魔翼龙属，成为桑塔纳古魔翼龙（Anhanguera santanae）。

## 分类
普莱斯将阿拉利坡龙归入鸟掌翼龙科。阿拉利坡龙是桑塔纳组发现的第一种翼龙。后来根据更完整遗骸命名了其它物种，这引发了人们对它们是否与阿拉利坡龙相同的疑问。1991年，研究人员亚历山大·克尔纳（Alexander Kellner）得出结论认为阿拉利坡龙与桑塔纳翼龙相同，但因缺乏鉴别特征而只能笼统地分类为翼手龙亚目。2000年，克尔纳对该属进行重新评估，并得出结论称正因为缺乏自衍征（独特特征）所以不能将其看作桑塔纳翼龙的异名，并在系统发育分析中后给出接近古魔翼龙科、比帆翼龙更衍生的位置。克尔纳还指出，阿拉利坡龙的形态特征类似于渔夫古魔翼龙，尽管要比后者小得多。